# San Castle
San Castle es un lugar designado por el censo ubicado en el condado de Palm Beach en el estado estadounidense de Florida. En el Censo de 2010 tenía una población de 3.428 habitantes y una densidad poblacional de 3.174 personas por km².

## Geografía
San Castle se encuentra ubicado en las coordenadas 26°33′54″N 80°3′40″O / 26.56500, -80.06111. Según la Oficina del Censo de los Estados Unidos, San Castle tiene una superficie total de 1.08 km², de la cual 1.08 km² corresponden a tierra firme y (0%) 0 km² es agua.

## Demografía
Según el censo de 2010, había 3.428 personas residiendo en San Castle. La densidad de población era de 3.174 hab./km². De los 3.428 habitantes, San Castle estaba compuesto por el 48.22% blancos, el 38.65% eran afroamericanos, el 0.88% eran amerindios, el 0.76% eran asiáticos, el 0% eran isleños del Pacífico, el 7.5% eran de otras razas y el 4% pertenecían a dos o más razas. Del total de la población el 33.08% eran hispanos o latinos de cualquier raza.